# II-48
Die II-48 (bulgarisch Републикански път ІІ-48 Republikanski pat II-48, „Republikstraße II-48“) ist eine Hauptstraße (zweiter Ordnung) in Bulgarien.

## Verlauf
Die Straße zweigt nördlich von Omurtag (bulgarisch Омуртаг) von der Straße I-4 ab, umgeht die Stadt im Osten und Süden und führt nach Südosten in die Lissaberge (Лиса планина) und an Selena morawa vorbei. Sie erreicht das an der Goljama Kamzschija (Голяма Камчия) gelegene Titscha (Тича) und steigt dann zum Kotlen-Pass (Котленски проход) im Balkangebirge (659 m) auf. Anschließend führt die Straße in die Stadt Kotel (bulgarisch Котел) hinab und führt weiter durch das Tal der Kotlenska reka zu dessen Mündung in die Luda Kamtschija (Луда Камчия). Dieser folgt sie, umgeht dabei Gradez (Градец) und führt zum Mokren-Pass hinauf, wo sie auf die Fernstraße I-7 trifft, die nach Norden zum Warbischki-Pass nur eingeschränkt befahrbar ist und nach Süden nach Mokren (Мокрен) und weiter zur Fernstraße I-6 führt.